# Mike Glumac
Michael Glumac (* 5. April 1980 in Niagara Falls, Ontario) ist ein kroatisch-kanadischer Eishockeyspieler, der zuletzt beim KHL Medveščak Zagreb in der Kontinentalen Hockey-Liga unter Vertrag stand. Seit 2015 besitzt er die Spielberechtigung für die kroatische Eishockeynationalmannschaft.

## Karriere

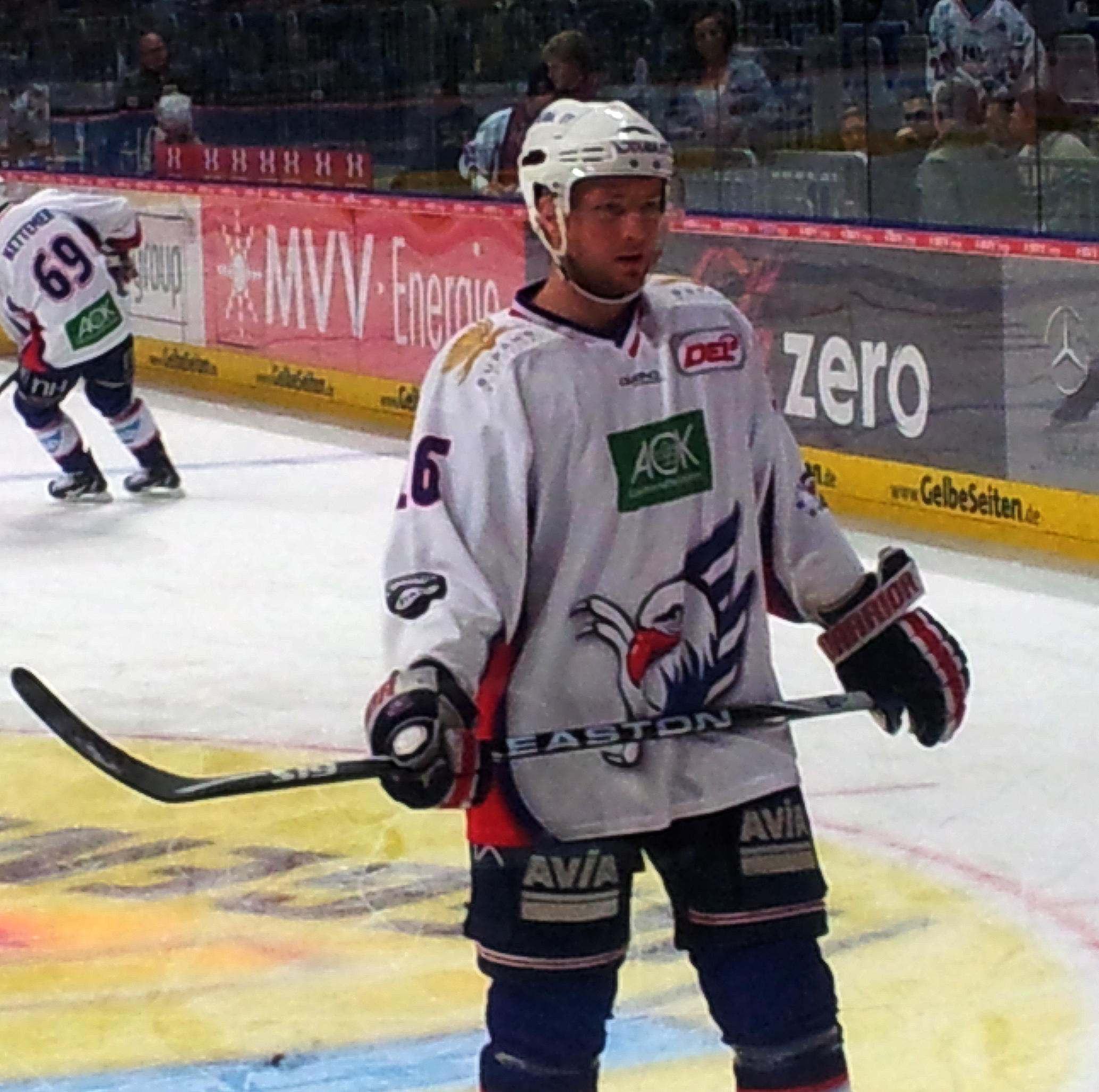
Glumac im Trikot der Adler Mannheim

Mike Glumac begann seine Karriere als Eishockeyspieler in der Ontario Junior Hockey League, in der er von 1996 bis 1998 für die St. Michael’s Buzzers und Newmarket Hurricanes aktiv war. 1997 wurde er bei der OHL Priority Selection in Runde 12 als 199. Spieler von den Toronto St. Michael’s Majors gedraftet, für die er jedoch nie spielte. Anschließend besuchte er vier Jahre lang die Miami University, für deren Eishockeymannschaft er in der National Collegiate Athletic Association aktiv war. In der Saison 2002/03 gab der Flügelspieler für die Pee Dee Pride aus der ECHL sein Debüt im professionellen Eishockey, wobei er die Spielzeit bei den Cleveland Barons in der American Hockey League beendete.
Von 2003 bis 2005 stand Glumac für die Worcester IceCats in der AHL auf dem Eis. Anschließend spielte er drei Jahre lang parallel für die St. Louis Blues in der National Hockey League und deren AHL-Farmteam Peoria Rivermen. Bei insgesamt 40 NHL-Einsätzen erzielte er dabei sieben Tore und gab sechs Vorlagen. Nachdem er von 2008 bis 2010 bei den Hamilton Bulldogs in der AHL unter Vertrag stand, wurde der Kanadier zur Saison 2010/11 von den Kassel Huskies aus der Deutschen Eishockey Liga verpflichtet.
Nach dem Ausschluss der Kassel Huskies aus der DEL bestritt er ein Probetraining bei den Straubing Tigers, erhielt jedoch keinen Vertrag angeboten. Daraufhin wechselte er auf Probe zu den Mannheimer Adlern, die ihn im Oktober 2010 bis zum Saisonende verpflichteten und nach der Saison seinen Vertrag um ein weiteres Spieljahr verlängerten. Nach drei Spielzeiten in Mannheim verließ der Stürmer die Deutsche Eishockey Liga und wechselte zum Verein KHL Medveščak Zagreb, der ab der Saison 2013/14 in der Kontinentalen Hockey-Liga spielte. Bei den Kroaten unterzeichnete Glumac zunächst einen Einjahresvertrag, blieb letztlich aber bis 2017 dort.

### International
Nach seiner Einbürgerung erhielt Glumac 2015 auch die Spielberechtigung für die kroatische Eishockeynationalmannschaft, für die er erstmals an der Weltmeisterschaft 2015 in der Division I spielte. Dabei erzielte er mit dem 1:0-Führungstreffer im Auftaktspiel gegen Großbritannien das erste Tor des Turniers. Auch 2016, als er gemeinsam mit dem Esten Robert Rooba Torschützenkönig des Turniers wurde, spielte er dort.
Neben seiner Spielerkarriere ist er auch bereits als Trainer tätig und betreute die kroatische Auswahl bei der Weltmeisterschaft 2014 in der Division I als Assistenztrainer.

## Erfolge und Auszeichnungen
- 2003 ECHL All-Rookie Team
- 2003 ECHL Plus Performer Award (gemeinsam mit Dennis Vial)
- 2016 Torschützenkönig bei der Weltmeisterschaft der Division I, Gruppe B

## Statistik
(Stand: Ende der Saison 2015/16)